# Brás do Amaral
Brás Hermenegildo do Amaral (Salvador, 2 de novembro de 1861 — 2 de fevereiro de 1949) foi um médico, professor, político e historiador brasileiro.

## Biografia
Era filho homônimo de Brás Hermenegildo do Amaral, capitão de polícia, e de D. Josefina Virgínia do Amaral.
Seu pai fora combatente da Guerra do Paraguai, onde obteve medalhas e foi premiado com o título de Cavaleiro da Ordem de Cristo. A despeito disso, grandes foram as dificuldades financeiras que enfrentava a família, de tal sorte que o jovem Brás teve, ainda novo, que trabalhar como professor particular, a fim de assegurar os próprios estudos.
Foi com grande esforço que ingressou na Faculdade de Medicina da Bahia, a primeira do país. Ao largo dos estudos, leciona no Colégio da Bahia, sempre voltado para a História.
Na Faculdade veio a tornar-se professor, embora mantivesse grande interesse pela pesquisa e publicação de obras sobre a historiografia, especialmente do seu estado natal - a Bahia.
Lecionou "Elementos de Antropologia", no Instituto de Instrução Secundária de Salvador quando, em 1890, procurou a concretização de uma coleção de "objetos antropológicos". De seu trabalho derivou apoio de Nina Rodrigues, que se esforçava na tentativa de classificação racial do povo brasileiro.
Integrou o Corpo Médico que acompanhou as tropas oficiais, na Guerra de Canudos.
Em 1905, quando do incêndio que parcialmente destruiu a Faculdade de Medicina da Bahia, capitaneou o pleito junto ao então Presidente, Rodrigues Alves, no sentido de viabilizar verbas para sua recuperação.
Foi um dos fundadores do Instituto Geográfico e Histórico da Bahia, junto ao dr. Tranquilino Torres, aí ocupando diversos cargos diretivos. Participou, com publicação, do Primeiro Congresso de História Nacional 1914.
Na vida pública ocupou, ainda a legislatura federal, pelo Partido Republicano da Bahia, por três mandatos (1924-26, 1927-29 e 1930).
Foi membro-fundador da Academia de Letras da Bahia, onde ocupava a Cadeira 4, cujo Patrono é Sebastião da Rocha Pita.
Foi autor de obra referente aos limites do Estado da Bahia, onde serve-se de farta documentação - refutada especialmente pelos sergipanos.

## Homenagens
Brás do Amaral é nome de escolas na Bahia, além de nomear ruas, como no Bonfim, bairro da capital baiana, ou em Vitória da Conquista.

## Para saber mais
- CASTRO, Renato Berbet de. Breviário da Academia de Letras da Bahia: 1917-1994, 2ª ed., Conselho Estadual de Cultura, Salvador, 1994.